# Lincoln (stacja kolejowa)

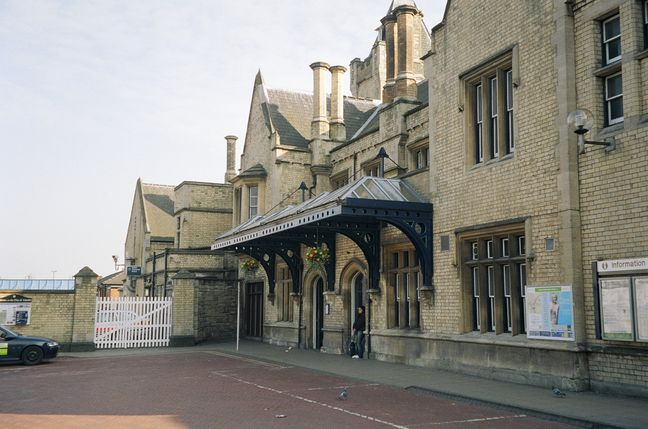
Budynek dworca

Lincoln – stacja kolejowa w Lincoln, w Anglii. Stacja posiada 5 peronów i obsługuje 1,278 mln pasażerów rocznie.